# 自然哲学
自然哲学是現代自然科学的奠基，主要是思考人对于的自然界的哲学问题--包括自然界和人的相互关系、人造自然和原生自然的关系、自然界的最基本规律等。这当中不少理论，都奠下了今時今日物理学的基石。法蘭西斯·培根稱自然哲學為「科學的偉大母親」:xxi。不少近代的名人，如英国科学家艾薩克·牛頓、德国哲学家格奧爾格·威廉·弗里德里希·黑格爾都曾为自然哲学编写过著作。
从发展脉络上来看，现代科学是通过经历自然歷史、自然哲學、自然科学三个阶段发展而来。
牛顿的著作有《自然哲学的数学原理》（Philosophiae Naturalis Principia Mathematica，1687）

## 歷史

### 近代早期的自然哲學
德国唯心主义哲学中曾产生了受浪漫主义影响的自然哲学，代表人物有黑格尔和弗里德里希·谢林。